# Go-Fushimi
Go-Fushimi, född 1288, död 1336, var regerande kejsare av Japan mellan 1298 och 1301.